# Zoo TV: Live from Sydney
Tijdens de Zoo TV Tour van de Ierse band U2 werd een film opgenomen, Zoo TV: Live from Sydney.
Deze verscheen in mei 1994 al op VHS en laserdisc, maar eind september 2006 werd de registratie ook op dvd uitgebracht. De film betreft een registratie van het concert dat U2 op 27 november 1993 in Sydney gaf.
In 1995 won de film een Grammy Award in de categorie Best Long Form Music Video.

## Tracklist
1. Show Opening
2. "Zoo Station"
3. "The Fly"
4. "Even Better Than the Real Thing"
5. "Mysterious Ways"
6. "One"
7. "Unchained Melody"
8. "Until the End of the World"
9. "New Year's Day"
10. "Numb"
11. "Angel of Harlem"
12. "Stay (Faraway, So Close!)"
13. "Satellite of Love"
14. "Dirty Day"
15. "Bullet the Blue Sky"
16. "Running to Stand Still"
17. "Where the Streets Have No Name"
18. "Pride (In the Name of Love)"
19. "Daddy's Gonna Pay For Your Crashed Car"
20. "Lemon"
21. "With or Without You"
22. "Love Is Blindness"
23. "Can't Help Falling in Love"

Bono · The Edge · Adam Clayton · Larry Mullen jr.